# Eupanacra vagans
Eupanacra vagans är en fjärilsart som beskrevs av Butler 1881. Eupanacra vagans ingår i släktet Eupanacra och familjen svärmare. Inga underarter finns listade i Catalogue of Life.